# Bumblefoot
Bumblefoot, artiestennaam van Ron Thal, (New York, 25 september 1969) is een Amerikaans gitarist, songwriter en muziekproducent. Hij is bandlid in Guns N' Roses en Act of Denial. Hierin speelt hij gedeelde leadgitaar met DJ Ashba.

## Carrière
Hij heeft de naam 'Bumblefoot' opgedaan toen hij zijn vrouw hielp met het oefenen voor haar examen dierenarts. Bumblefoot is de Engelse naam voor een bacteriële infectie bij vogels.
Bumblefoot werd in midden 2006 lid van Guns N' Roses, ter vervanging van Buckethead. Hij maakte live zijn debuut in de Hammerstein Ballroom in New York op 12 mei 2006. Sindsdien is hij op tour geweest in Europa, Noord- en Centraal-Amerika, Oceanië en Japan. Tevens is Bumblefoot te horen op het album Chinese Democracy. Dit album was in opname fase sinds 1994. Ondanks het feit dat de opnames op 3 april 2007 al klaar waren, is Bumblefoot op iedere track te horen.

## Discografie
|                   | Jaar                                         | Album |
| ----------------- | -------------------------------------------- | ----- |
| Als Ron Thal      |                                              |       |
| 1995              | The Adventures of Bumblefoot (uit productie) |       |
| 1997              | Hermit (uit productie)                       |       |
| Als Bumblefoot    |                                              |       |
| 1998              | Hands                                        |       |
| 2000              | Uncool (Franse versie)                       |       |
| 2001              | 911                                          |       |
| 2002              | Uncool (Amerikaanse versie)                  |       |
| 2003              | Forgotten Anthology                          |       |
| 2005              | Normal                                       |       |
| 2008              | Abnormal                                     |       |
| Met Guns N' Roses |                                              |       |
| 2008              | Chinese Democracy                            |       |

### Als gast
| Nummer                 | Artiest                         | Album                         |
| ---------------------- | ------------------------------- | ----------------------------- |
|                        | Q*Ball                          | This Is Serious Business      |
|                        | Q*Ball                          | Fortune Favors The Bald       |
|                        | Q*Ball                          | Q*Ball In Space               |
| "Rhode Island Shred"   | Guthrie Govan                   | Erotic Cakes                  |
| "Game Over"            | Mike Orlando                    | Sonic Stomp                   |
| "Metal Kartoon"        | Christophe Godin                | Metal Kartoon                 |
| "Speak When Spoken To" | Freak Kitchen                   | Organic                       |
| "Psychometamorph"      | Phi Yann-Zek                    | Solar Flare                   |
| "Dynasty Of Death"     | Mistheria                       | Messenger Of the Gods         |
| "From the Inside"      | Richard Daude / Various Artists | Shawn Lane Remembered Vol 2   |
| "Irresistible"         | Jessica Simpson                 | Hex Hector club mix cd-single |
|                        | Jordan Rudess                   | The Road Home                 |